# Dimer chlorobis(cyklookten)rhodia
Dimer chlorobis(cyclookten)rhodia (zkráceně coe) je organorhodná sloučenina se vzorcem Rh2Cl2(C8H14)4, kde C8H14 je cis-cyklookten. Jedná se o červenohnědou pevnou látku, na vzduchu se rozkládající, která se používá jako prekurzor dalších organorhodných sloučenin, sloužících mimo jiné jako katalyzátory.
Tento komplex se reakcí ethanolového roztoku hydrátovaného chloridu rhoditého s cyklooktenem za pokojové teploty. Coe lze v komplexech lehce nahradit zásaditějšími ligandy, a to snadněji než je tomu u dienových ligandů v molekulách dimeru cyklooktadienrhodiumchloridu.

## Katalyzátor C-H aktivace
Dimer chlorobis(cyclookten)rhodia je častým katalyzátorem C-H aktivací, což lze ukázat například na syntéze bicyklického enaminu.
Při syntéze analogu meskalinu se používá enantioselektivní anulace aryliminu přes aktivaci vazby C-H.
Totální syntéza kyseliny lithospermové obsahuje krok nazývaný „řízená C-H funkcionalizace“, kterým vzniká vysoce funkcionalizovaný systém. Řídicí skupina, kterou je chirální neracemický imin, vyvolává vnitromolekulární alkylaci, čímž se za přítomnosti rhodia provede přeměna iminu na dihydrobenzofuran.